# エレトプテルス
エレトプテルス（Erettopterus）は、古生代シルル紀からデボン紀前期にかけて生息したウミサソリの1属。ダイオウウミサソリ科の中で二葉状の尾節を特徴とし、数十cmの中型種を多く含んでいる。ジェネラリストな捕食者であったと考えられる。

## 形態

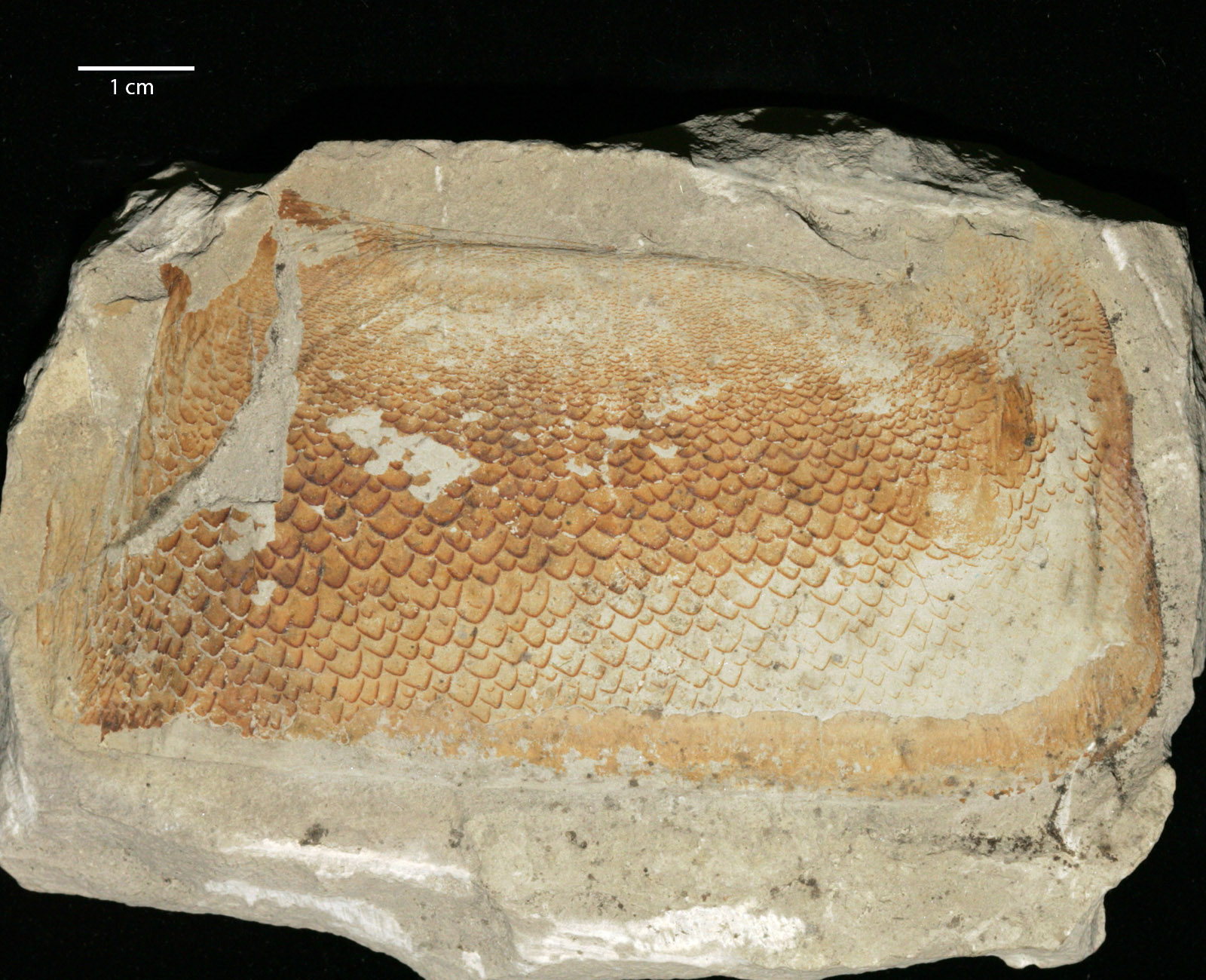
E. osiliensis の背板

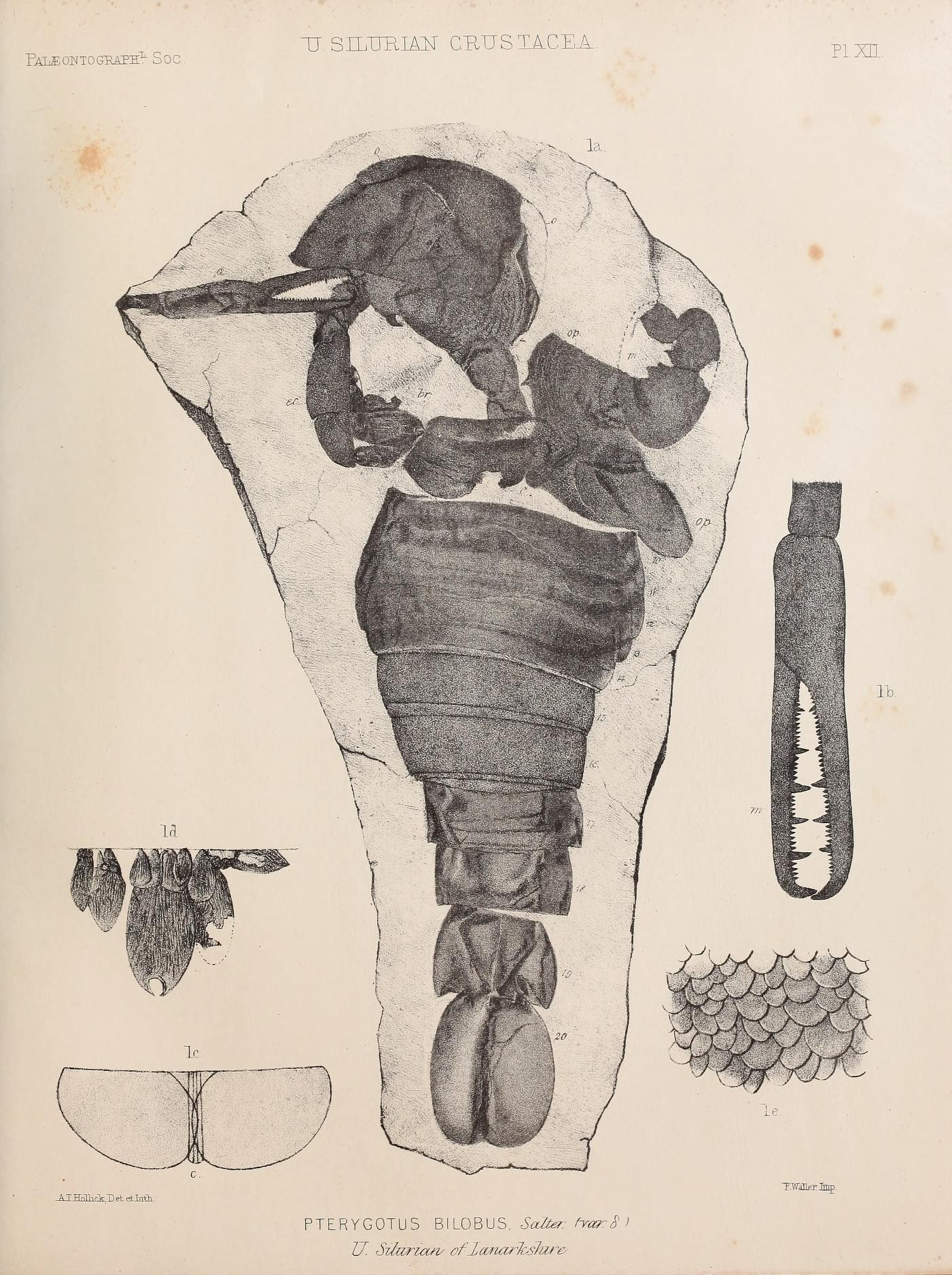
前半部が解離した全身化石（中央）、鋏角の鋏（右中）と体表の鱗状突起（右下）
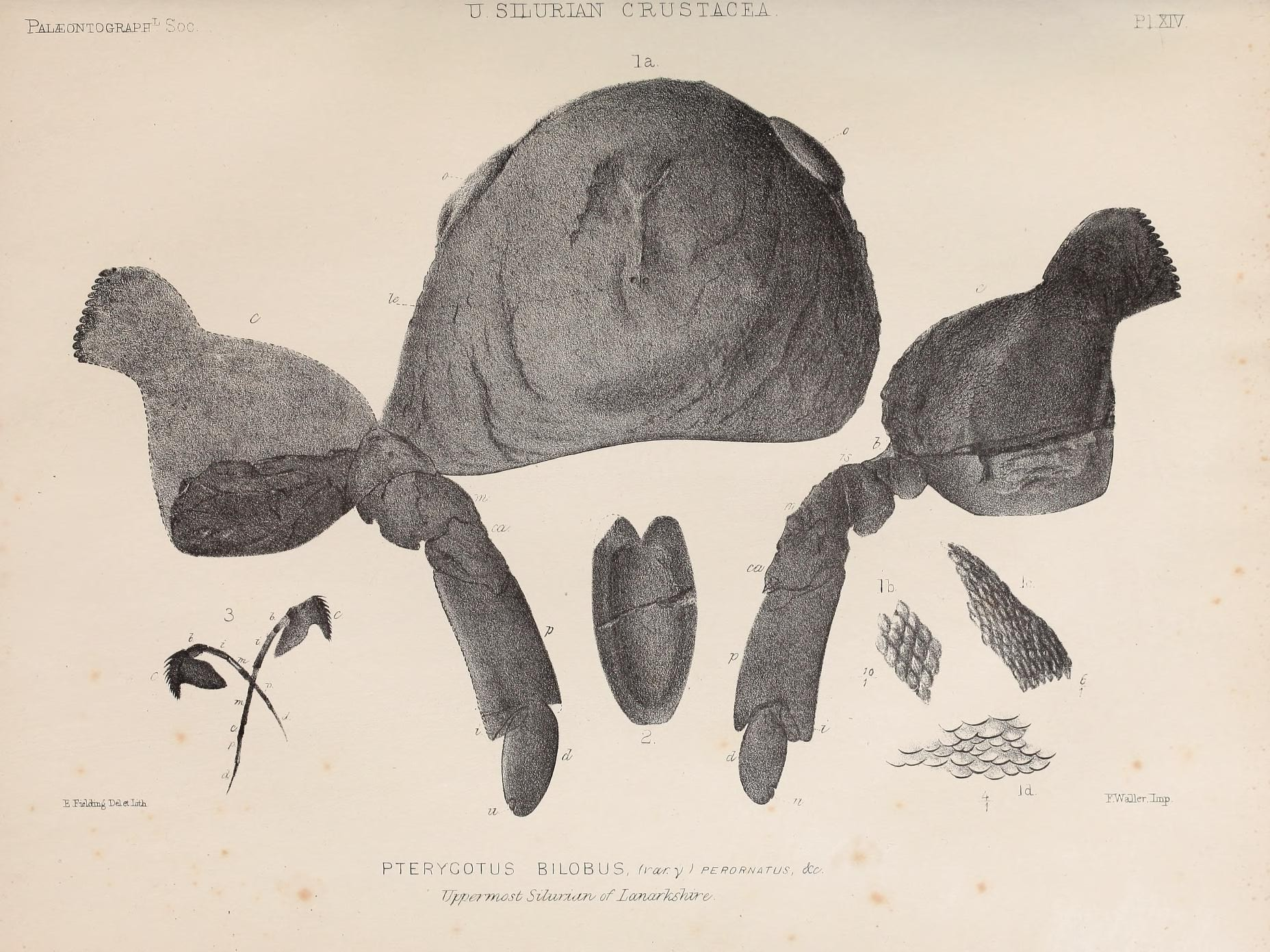
背甲（中上）、歩脚（左下）、遊泳脚（左右）と下層板（中下）
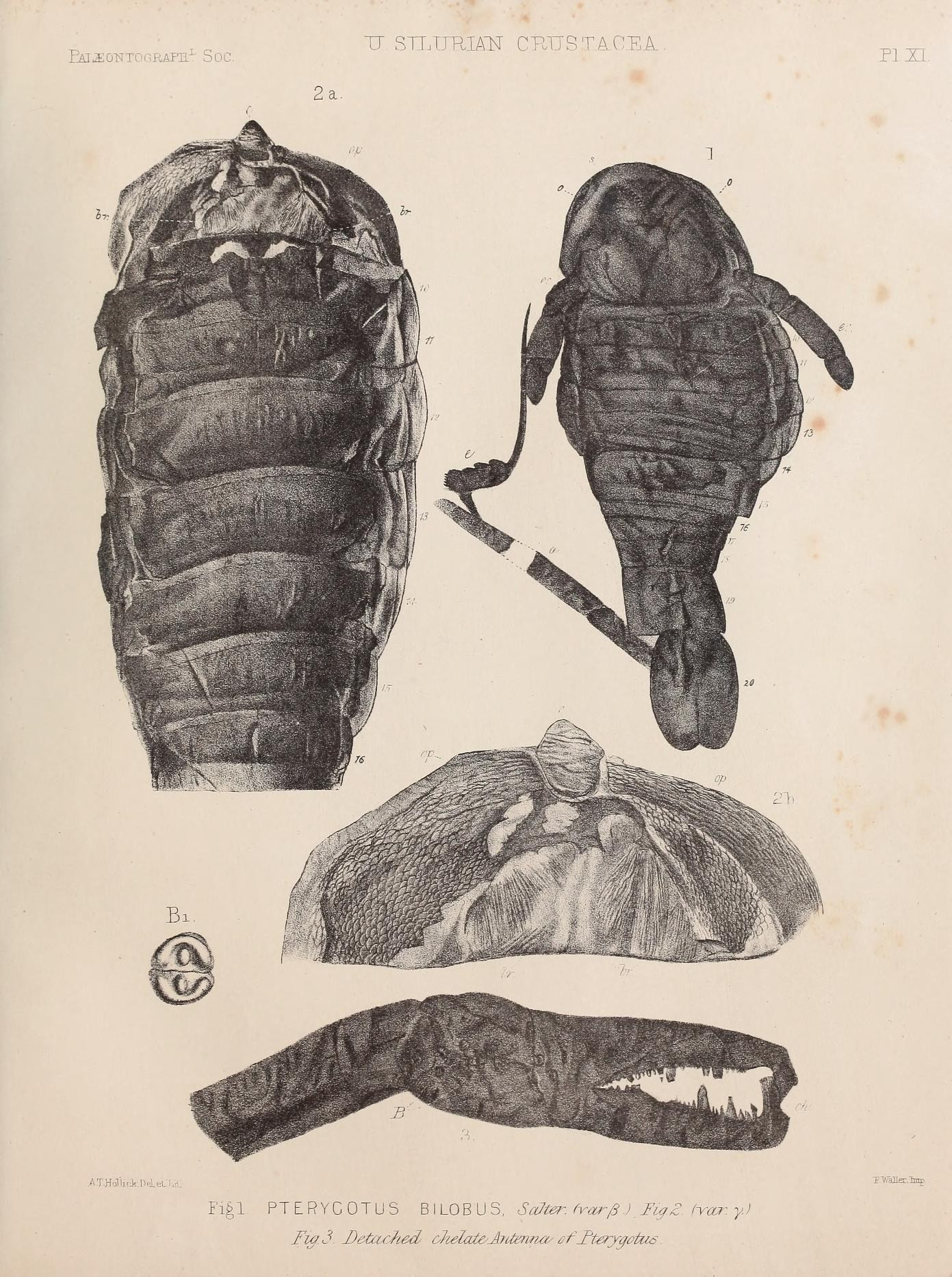
後体の前半部（左上）、全身（右上）、生殖口蓋（中央）と鋏角（下）

鱗状の表面をもつ体は腹背に偏平で縦長く、他のウミサソリ類と同様に前体（prosoma、頭胸部）と後体（opisthosoma、腹部）の2部に分かれる。二葉状の尾節によって他のダイオウウミサソリ科の属から区別される。

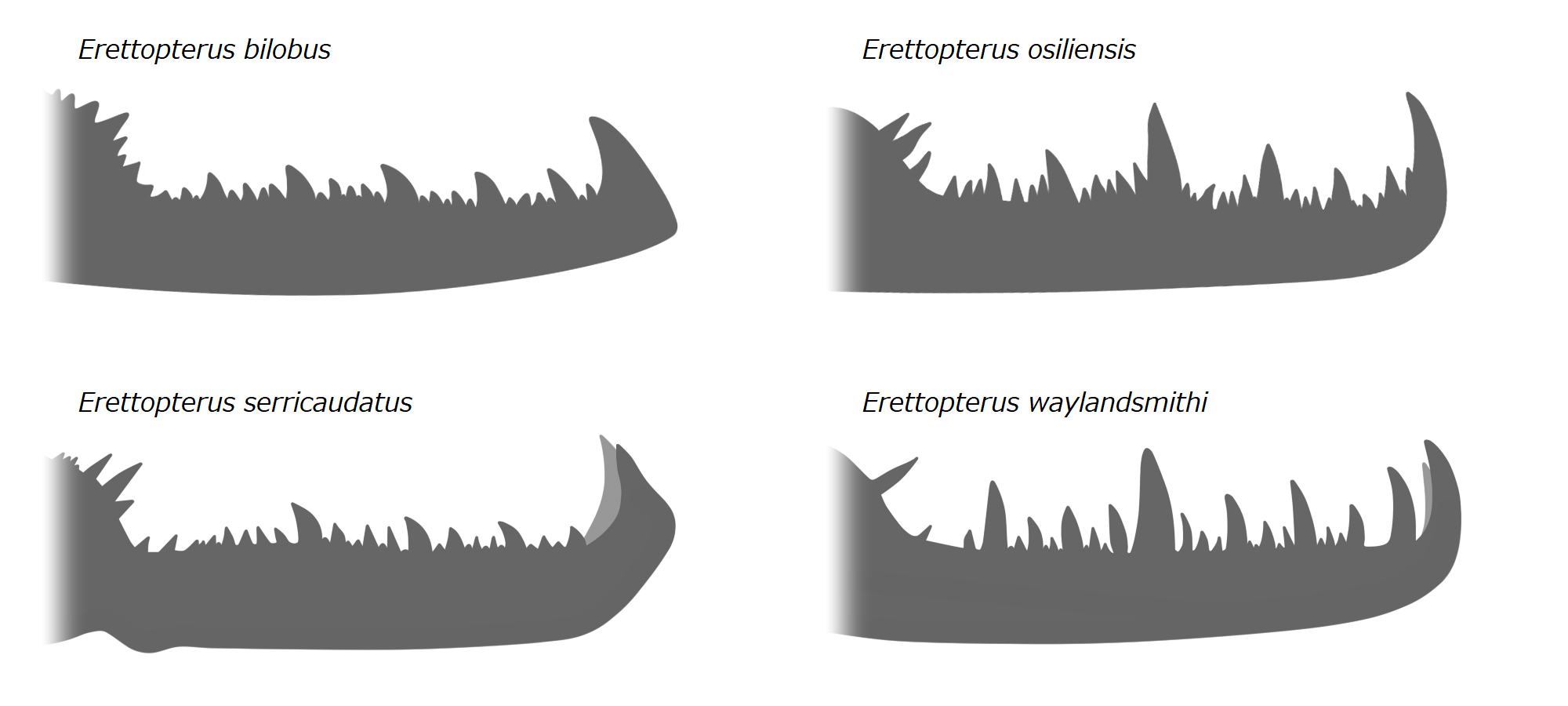
E. bilobus、E. osiliensis、E. serricaudatus、および E. waylandsmithi の鋏角の可動指

前体は丸みを帯びた台形の背甲（carapace, prosomal dorsal shield）に覆われ、各1対の単眼（中眼）と発達した複眼（側眼）はその中央と両前端に配置されており、それぞれの複眼は4000個前後の個眼によって構成される。他のダイオウウミサソリ科の種類と同様、6対の前体付属肢（関節肢）のうち最初の1対である鋏角（chelicerae）は腕のように発達した。その鋏角の鋏は同科のプテリゴトゥス、ジェケロプテルスやアクチラムスに比べて細長く、歯の特化はさほど進んでいないが、歯の形と配列は多様で、可動指の先端が二股に分かれた種もある。残り5対の付属肢は付け根（基節）に顎基のある脚であり、そのうち第1脚（触肢 pedipalp）は短縮し、基節は直前の上唇に癒合した。第2-4脚は華奢で突起のない歩脚状、第5脚は他のウミサソリ亜目（Eurypterina）の種類と同様、パドル状に特化した遊泳脚である。
12節の背板と1枚の尾節（telson）が見られる後体は縦長く、第5脚の間に差し込んだ腹面の下層板（metastoma）は前端が凹んだ縦長い楕円形である。同科の別属と同じく、下層板と第5脚の直後にある生殖口蓋（genital operculum）は節が癒合し、中央の生殖肢（genital appendage）は分節しない。生殖肢の二形のうち type A は棍棒状/へら状、type B は楕円形/ダイアモンド状。へら状の尾節は先端が内側に凹んでいるため、尾節全体が二葉状になり、これは代わりにその先端が尖った同科の別属とは明らかに異なる。尾節の背側は正中線が隆起し、これが1本の垂直のへらに発達した場合がある。尾節直前の最終体節（pretelson）は少し横に広がって背板の正中線が隆起し、もう1つ前の11番目の背板まで正中線が隆起した種もある。
本属は体長60-70cm位の種類が多く、体長1mを超える大型種を中心とするダイオウウミサソリ科にしては中型である。確実の記録に限れば、最大と最小の記録はそれぞれ9cm位の E. globiceps と90cm位の E. osiliensis に当たる。E. grandis は不完全な尾節の断片化石に基づいて巨大な2.5mに及ぶ（同科で最大のジェケロプテルスに匹敵する）と推測されたが、再検証が必要とされる。

## 生態

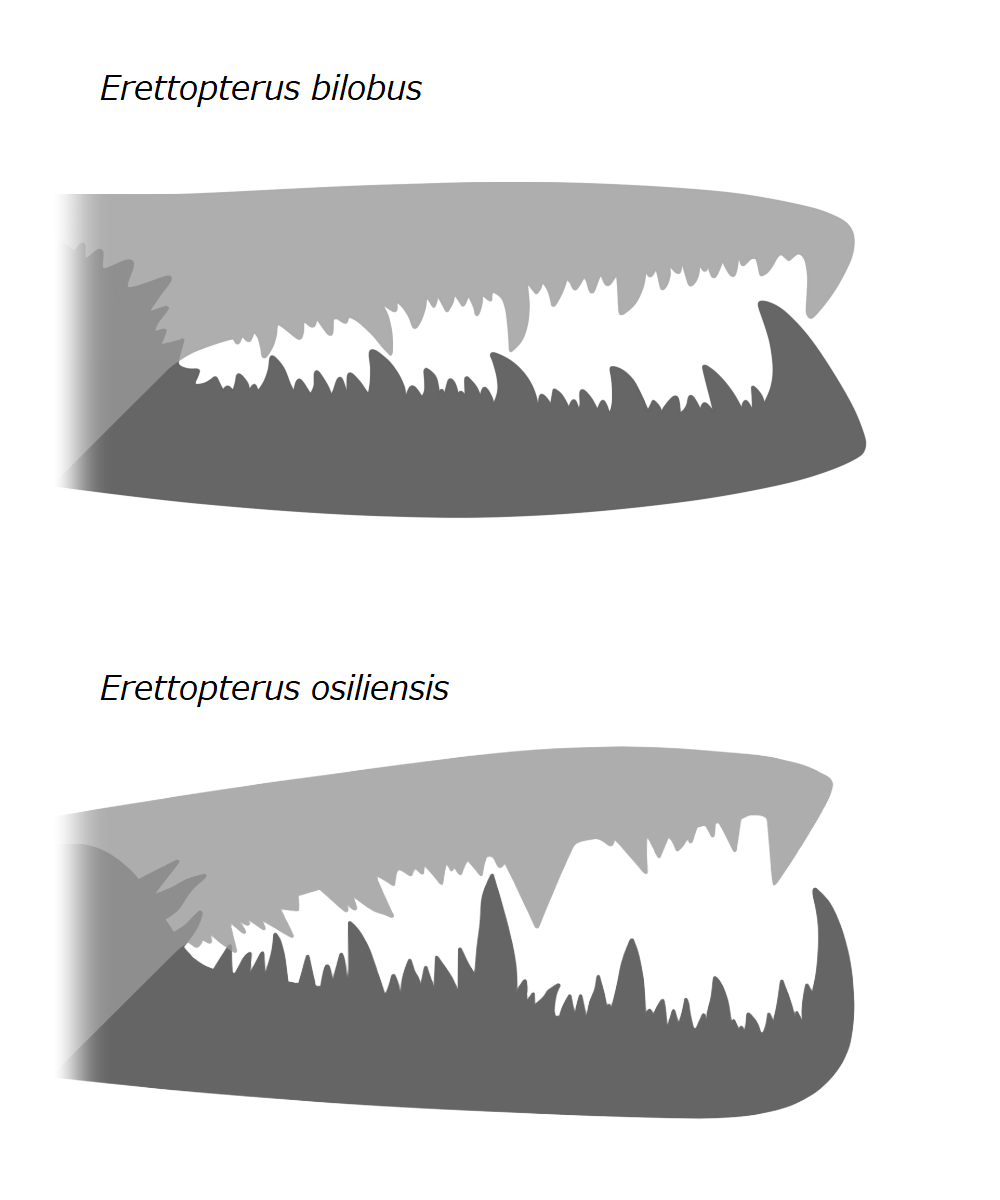
エレトプテルスの鋏角の鋏

ほとんどのダイオウウミサソリ科のウミサソリと同様、エレトプテルスも遊泳性の捕食者であったとされる。遊泳脚で海中を泳ぎながら、水平と垂直のへらをもつ尾節を舵のように用いていたと推測される。幅広い可動域をもつ鋏角は捕食と自衛の役割を同時に担い、180度ほど折り畳める鋏と柄部の関節は捕食の際に素早く展開できたと考えられる。
同科の中で、（優れた視力と頑強な鋏角で）高度に特化した捕食者とされるプテリゴトゥスとジェケロプテルス、および（低い視力と華奢な鋏角で）待ち伏せ捕食者/腐肉食者とされるアクチラムスに対して、エレトプテルスはそれほど特化しなかったジェネラリストな捕食者で、そのニッチ（生態学的地位）は、むしろ別科のウミサソリであるユーリプテルス（ウミサソリ科）とスリモニア（スリモニア科）に似ていたと考えられる。視力は優れるものの、プテリゴトゥスとジェケロプテルスほどではなったと推測される。鋏角の歯は同科の別属より均一で、一部の種の場合では可動指の先端が二股状に曲がり返したことにより、その鋏は特定の摂食方法にこだわらず、獲物を捕獲する機能にも適していたと考えられる。

## 分類

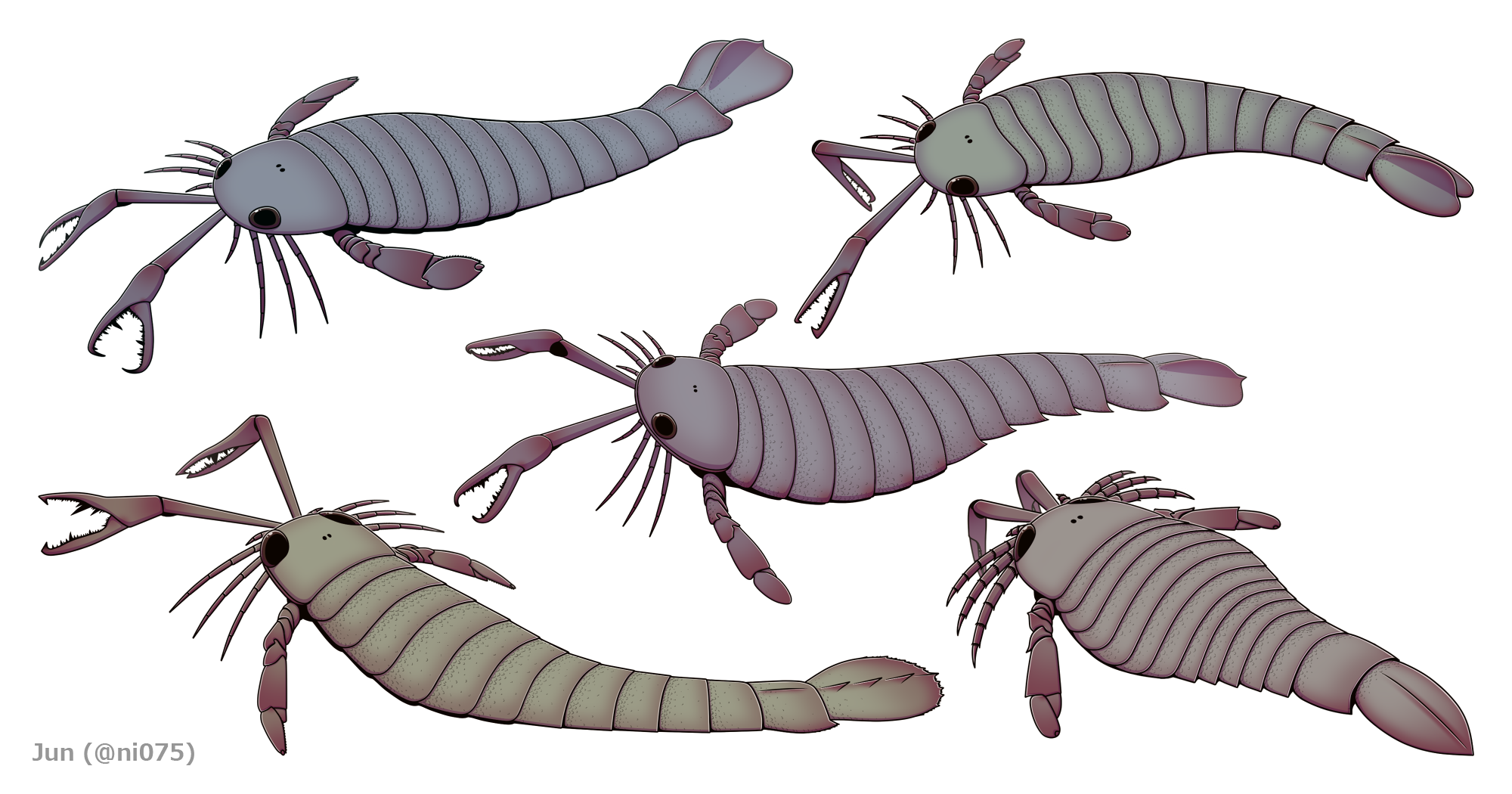
ダイオウウミサソリ科のジェケロプテルス（左上）、エレトプテルス（右上）、プテリゴトゥス（中央）、アクチラムス（左下）、およびシウルコプテルス（右下）

エレトプテルス属（Erettopterus）はダイオウウミサソリ科（Pterygotidae）の1属であり、その中で本属はシウルコプテルス属（Ciurcopterus）の次に基盤的で、プテリゴトゥス属（Pterygotus）、ジェケロプテルス属（Jaekelopterus）とアクチラムス属（Acutiramus）より早期に分岐した単系統群とされる。ダイオウウミサソリ科の中で本属より派生的なプテリゴトゥス、ジェケロプテルスとアクチラムスは同属であった可能性はあるが（詳細はダイオウウミサソリ科#下位分類を参照）、本属は二葉状の尾節によってはっきりと同科の別属から区別できる。
本属はシウルコプテルス属、ジェケロプテルス属やアクチラムス属と同じく、かつてプテリゴトゥス属に分類された種を含め、その中で本属は最初に区別され始めた属である（詳細はダイオウウミサソリ科#研究史を参照）。最初では Salter 1856 にHimantopterus属と命名されたが、この学名は既に別生物の属名（鱗翅類昆虫の1属 Himantopterus Wesmael, 1836）として使われるため、ホモニム（異物同名）で無効になり、Salter 1859 に改めてプテリゴトゥスの亜属としてエレトプテルス Erettopterus と命名された（エレトプテルス亜属 Pterygotus (Erettopterus)）。 Kjellesvig-Waering 1961a 以降、エレトプテルスは独立の属として完全にプテリゴトゥスから区別されるようになった。
Kjellesvig-Waering 1961a は本属の一部の種をTruncatiramus亜属とし、これは Størmer 1974 によって独立の属とされるようになったが、Truncatiramusの同定形質（楕円形の背甲・短い鋏角・不規則の歯・凹みが広い下層板など）は系統関係を反映せず、単に本属の成長段階の違いを表した特徴であると後に分かり、Ciurca & Tetlie 2007 によって本属のシノニムとして廃止された。

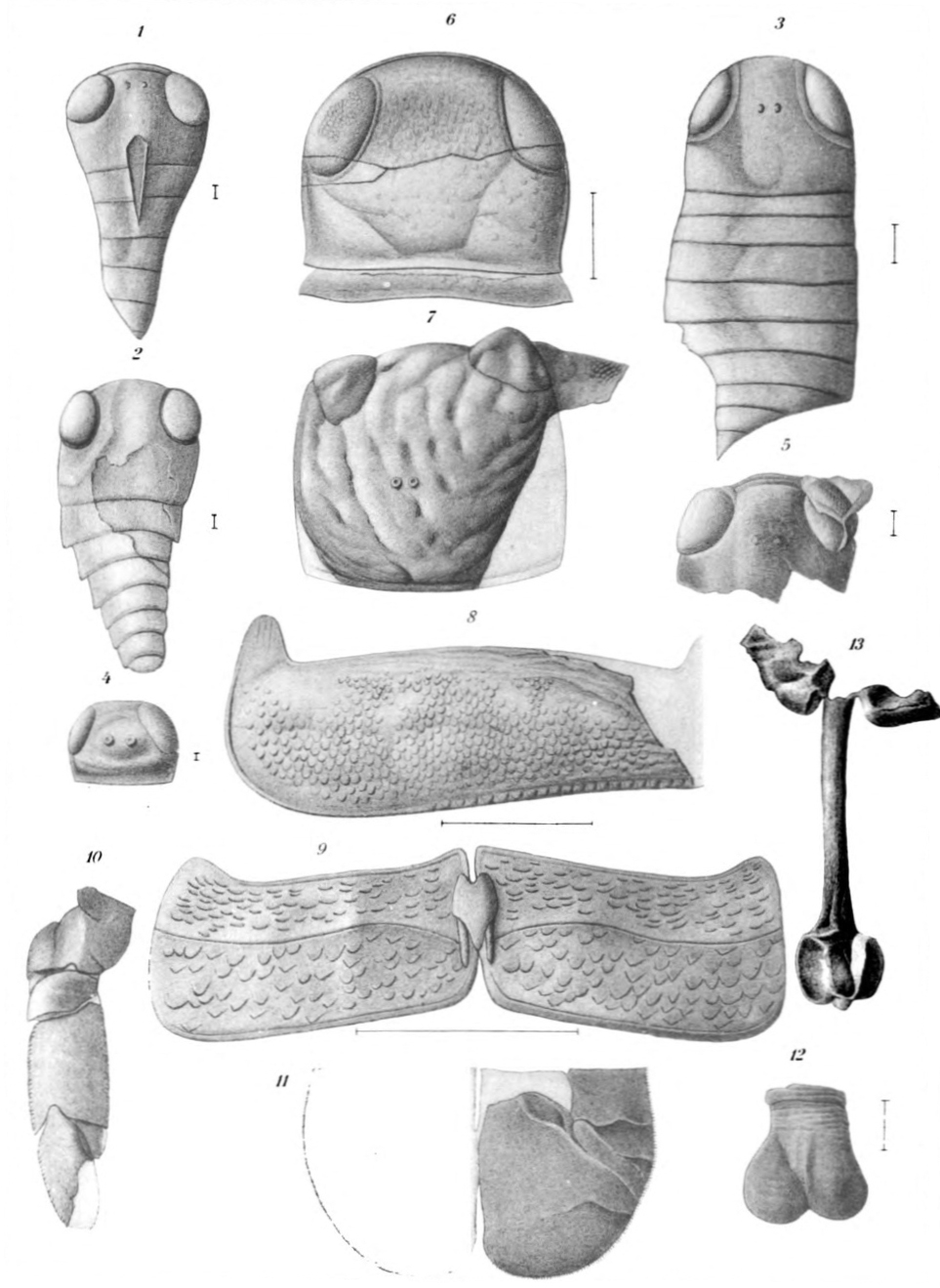
E. globiceps の体（1-3）、背甲（4-7）、背板（8）、生殖口蓋（9）と遊泳脚（10）

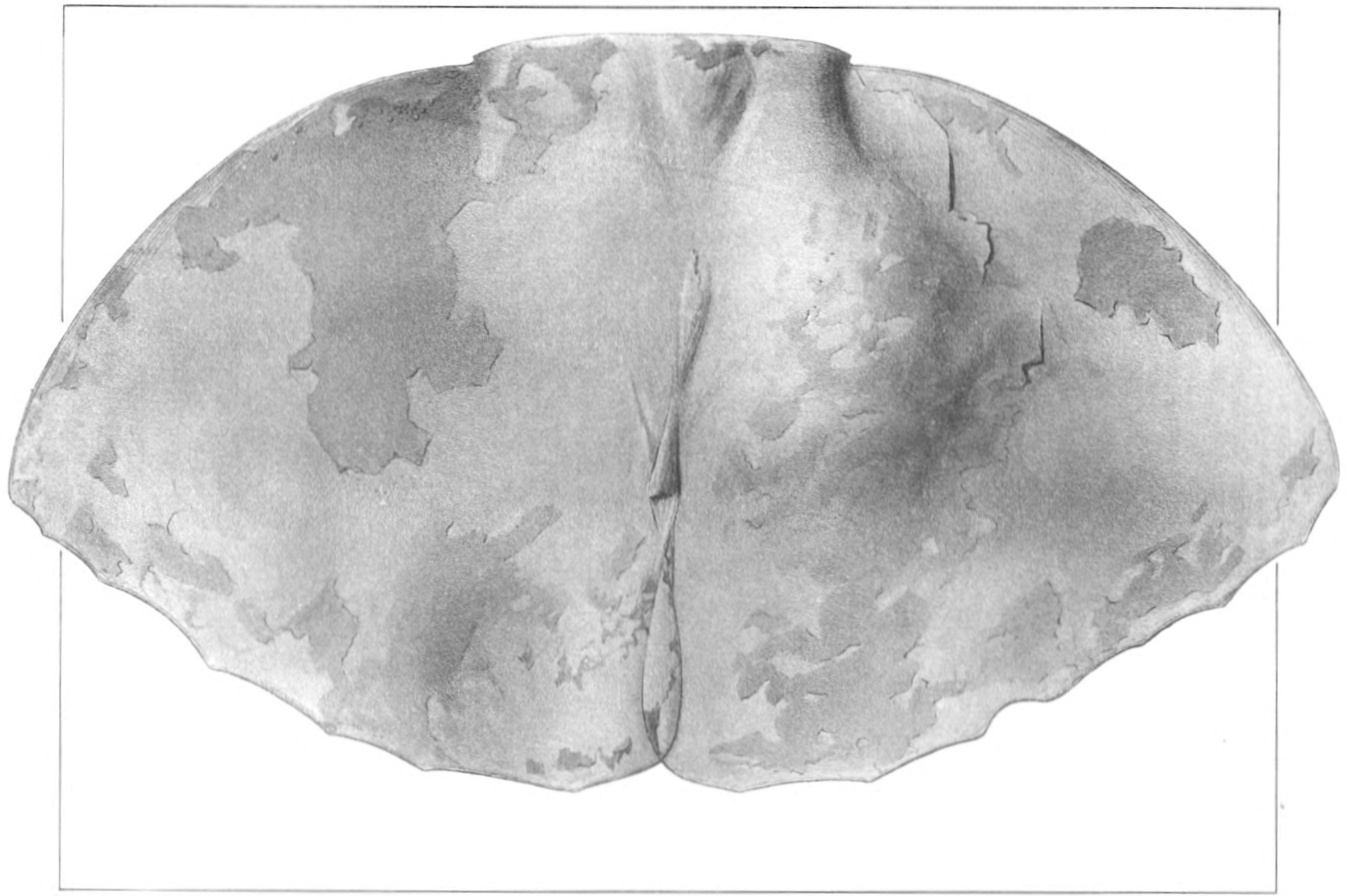
E. grandis の不完全の尾節

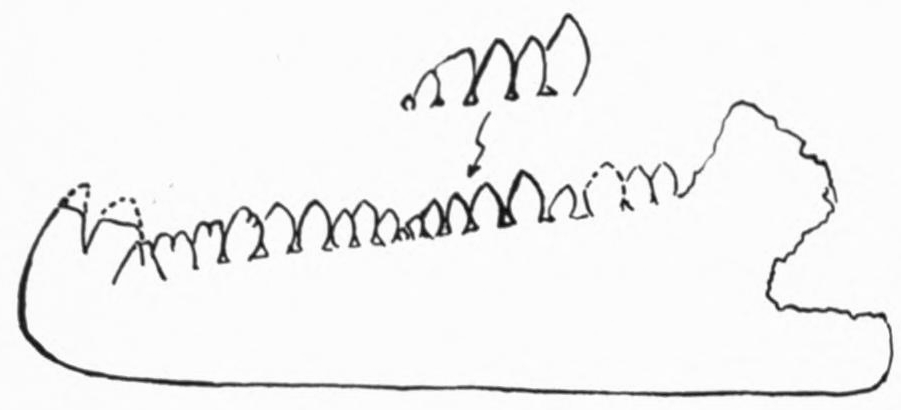
E. serratus の鋏角の可動指

不確実の種をも含め、エレトプテルス属には次の種が知られている（各種の最大体長は Lamsdell & Braddy 2009 による）。
- Erettopterus bilobus (Salter, 1856)（シルル紀）- 70cm
  - 旧称 Pterygotus bilobus Salter, 1856
  - = Eurypterus perornatus Salter, 1856
  - = Pterygotus bilobus var. acidens Woodward, 1878
  - = Pterygotus bilobus var. crassus Woodward, 1878
  - = Pterygotus bilobus var. inornatus Woodward, 1878
  - = Pterygotus bilobus var. perornatus Woodward, 1878
  - = Pterygotus perornatus var. plicatissimus Salter in Huxley & Salter, 1859
- Erettopterus brodiei Kjellesvig-Waering, 1961b（シルル紀）- 60cm
- Erettopterus canadensis (Dawson, 1879)（シルル紀）- 体長不明
  - 旧称 Pterygotus canadensis Dawson, 1879
- Erettopterus exophthalmus Kjellesvig-Waering & Leutze, 1966（シルル紀）- 60cm
- Erettopterus gigas Salter in Huxley & Salter, 1859（シルル紀）- 25cm
- Erettopterus globiceps Clarke & Ruedemann, 1912（シルル紀）- 9cm
- Erettopterus grandis Pohlman, 1881（シルル紀）- 250cm?（不完全の尾節による類推、要検証とされる）
- Erettopterus holmi (Størmer, 1934b)（シルル紀）- 60cm
  - 旧称 Pterygotus holmi Størmer, 1934b
- Erettopterus laticauda Schmidt, 1883（シルル紀）- 体長不明
- Erettopterus marstoni Kjellesvig-Waering, 1961b（シルル紀）- 70cm（鋏角の断片による類推）
- Erettopterus megalodon Kjellesvig-Waering, 1961b（シルル紀）- 70cm（鋏角の断片による類推）
- Erettopterus osiliensis Schmidt, 1883（シルル紀）- 90cm
- Erettopterus qujingensis Ma et al. 2022（シルル紀）[24]
- Erettopterus saetiger Kjellesvig-Waering, 1964a（シルル紀）
- Erettopterus serratus Kjellesvig-Waering, 1961b（デボン紀）- 60cm
- Erettopterus serricaudatus Kjellesvig-Waering, 1979（シルル紀）- 60cm
- Erettopterus spatulatus Kjellesvig-Waering, 1961b （シルル紀）- 40cm
- ?Erettopterus vogti Størmer, 1934a（デボン紀）- 55cm
- Erettopterus waylandsmithi Kjellesvig-Waering & Caster, 1955 （シルル紀）- 60cm